# Карпанен, Юрий Генрихович
Юрий Генрихович Карпанен (14 июня 1896, Хельсинки — 27 ноября 1937, Ленинград) — финский и советский журналист.
Карпанен родился в купеческой семье, он посещал семь классов в лицее, работал чертежником и в 1917 году получил место в хельсинкском ополчении. Во время гражданской войны в Финляндии работал журналистом в журнале «  Социалист» в Турку. После Гражданской войны Карппанен был заключен в тюрьму в Порвоо, но из лагеря для военнопленных бежал в Швецию. В 1920 году Карпанен пытался пройти в Россию через Финляндию, но был заключен в тюрьму на карельском побережье. После всеобщей амнистии, Карпанен вернулся в Швецию, где служил адъюнктом шведского красногвардейского батальона под псевдонимом Корпела.  Летом 1919 года Карпанен разработал план революции в северной Финляндии, поддержанный шведским красным батальоном.
Карпанен был депортирован из Швеции в 1921 году. После переселения в Советском Союзе он работал журналистом в газете <i id="mwKg">Факел</i> и Искра , а затем директором Ленинградского обкома НКП(б). Карпинен был арестован в октябре 1937 года и приговорен к смертной казни  по обвинению в шпионаже  .